# Tokyo shinbun
Le Tokyo shinbun (東京新聞, Tōkyō shinbun, litt. « journal de Tokyo ») est un quotidien japonais à grand tirage, dont la ligne éditoriale est située à gauche.
Il dépend du Chunichi Shinbun (maison mère), dont il reprend la plupart des articles, dans un format adapté au lectorat de la région de Tokyo .